# The Power of Three
"The Power of Three" (intitulado "O Poder dos Três" no Brasil) é o quarto episódio da sétima temporada da série de ficção científica britânica Doctor Who, transmitido originalmente através da BBC One em 22 de setembro de 2012. Foi escrito por Chris Chibnall e dirigido por Douglas Mackinnon.
No episódio, o alienígena viajante do tempo conhecido como o Doutor (Matt Smith) passa um tempo na Terra com seus acompanhantes, o casal Amy Pond (Karen Gillan) e Rory Williams (Arthur Darvill), enquanto aguarda a atividade de milhões de pequenos cubos misteriosos que apareceram durante a noite.
"The Power of Three" focou no ponto de vista de Amy e Rory e no impacto da influência do Doutor em suas vidas, já que eles saíram no próximo episódio. A história foi inspirada em The Man Who Came to Dinner e na história do MSC Napoli. O episódio também viu o retorno da UNIT e apresentou sua nova conselheira científica, Kate Stewart (Jemma Redgrave), filha do Brigadeiro Lethbridge-Stewart, um personagem recorrente na série clássica. Ele também teve breves participações especiais de Alan Sugar e do professor Brian Cox. Apesar de ser o penúltimo episódio do primeiro bloco da temporada, "The Power of Three" foi o último a ser filmado, e foi, portanto, o último episódio gravado por Gillan e Darvill.
Foi assistido por 7,67 milhões de espectadores no Reino Unido e teve uma recepção geralmente positiva, com os críticos destacando a emoção e o humor, embora muitos revisores também tenham ridicularizado a solução da trama.

## Enredo
Amy e Rory se adaptam à vida normal sem viajar com o Doutor. Um dia, bilhões de pequenos cubos pretos aparecem ao redor da Terra. O Doutor chega e, junto com o casal, é levado para a sede da UNIT, onde sua chefe, Kate Stewart, explica que eles não conseguiram analisar o propósito deles. O Doutor espera com Amy e Rory por vários dias para monitorar a situação junto com o pai de Rory, Brian. Sem nenhuma atividade, ele considera os cubos inofensivos e parte, mas instrui Brian a ficar de guarda.
Um ano se passa, com Amy e Rory viajando periodicamente com o Doutor e com a humanidade se esquecendo dos cubos, usando-os como pesos de papel e outras funções. No entanto, só então eles começam a se ativar, escaneando redes de informação e agindo em autodefesa. O Doutor teme que isso tenha sido uma "invasão lenta" e vai com Amy para a UNIT enquanto Rory e Brian ajudam no hospital. Todos os cubos agora estão mostrando o mesmo cronômetro com uma contagem regressiva. Quando chegam a zero, eles se abrem, mas parecem vazios; no entanto, um grande número de casos de parada cardíaca são relatados, matando cerca de um terço da humanidade. Kate descobre que as caixas emitiram um sinal rastreado para sete locais ao redor do mundo, incluindo o hospital onde Rory trabalha.
No local, Brian é levado para um elevador de serviço por dois enfermeiros. Rory os segue e descobre que a parte de trás dele mascara um portal para uma nave na órbita da Terra. O Doutor e Amy chegam, descobrem o portal e se juntam a Rory enquanto ele liberta Brian. O Doutor é confrontado por um holograma de um Shakri, que, de acordo com a lenda de Gallifrey, eram autoproclamados "controladores de pragas" no universo. Os Shakri lançaram os cubos para a Terra para acabar com a humanidade antes que eles colonizassem o espaço e se preparam para enviar mais, mas o Doutor inverte a função das caixas, enviando um sinal que traz os feridos de volta à vida. Isso faz com que a nave exploda, embora os quatro escapem com segurança.
Enquanto a Terra se recupera, o Doutor se prepara para partir sozinho, mas Brian insiste que ele leve Amy e Rory em suas aventuras, pedindo "apenas que os tragam de volta em segurança".

### Continuidade
O Doutor diz a Brian que alguns de seus antigos companheiros morreram; esta é uma referência a Sara Kingdom, Katarina e Adric. Em um ponto, ele, Amy e Rory relaxam e comem tirinhas de peixe e creme, uma referência a "The Eleventh Hour". A refeição de Amy e Rory no recém-inaugurado hotel Savoy é arruinada por "uma nave espacial Zygon" estacionada embaixo dele; os Zygons apareceram anteriormente no serial do Quarto Doutor Terror of the Zygons (1975) e apareceriam novamente no especial de 50 anos da série, "The Day of the Doctor" (2013). A Torre de Londres serviu anteriormente como base da UNIT em "The Christmas Invasion" e foi mencionada como tal em "The Sontaran Stratagem". O Doutor também menciona ter um cão metálico que podia pairar; isso se refere a K9, o cão robótico que acompanhava o Quarto Doutor.

## Produção
O título original do episódio seria "Cubed", mas foi anunciado mais tarde como "The Power of Three". Chris Chibnall havia escrito anteriormente os episódios "42" (2007), "The Hungry Earth"/"Cold Blood" (2010) e o segundo episódio da sétima temporada, "Dinosaurs on a Spaceship". Ele também contribuiu para o spinoff Torchwood. Chibnall descreveu "The Power of Three" como "uma bela grande história de invasão da Terra", mas diferente das anteriores, pois se concentrava no tempo de Amy e Rory com o Doutor e no impacto dele em suas vidas. Ele afirmou que mais do que nunca era contado do ponto de vista do casal, e é tudo uma questão de celebrá-los antes de partirem no episódio seguinte. O showrunner Steven Moffat pediu para Chibnall escrever um episódio sobre como era "viver com o Doutor — The Man Who Came to Dinner, no estilo Doctor Who". O roteirista também foi inspirado pela história do MSC Napoli. Matt Smith colocou desgosto na observação do Doutor sobre o Twitter no episódio, refletindo sua decisão na vida real de ficar longe da rede social.
A pedido de Chibnall, "The Power of Three" apresenta o retorno da UNIT, que apareceu pela primeira vez em The Invasion (1968) e se tornou regular durante a era do Terceiro Doutor (Jon Pertwee). O episódio revela que Kate Stewart agora comanda a organização; ela é filha do Brigadeiro Lethbridge-Stewart, um personagem recorrente na série clássica, e já tinha aparecido nos filmes direto para vídeo da Reeltime Pictures Downtime e Dæmos Rising, onde foi interpretada por Beverley Cressman. Após a morte do ator Nicholas Courtney no início de 2011, o Doutor soube da morte do Brigadeiro no final da sexta temporada, "The Wedding of River Song". Matt Smith gostou de trabalhar com Jemma Redgrave, descrevendo-a como "graciosa, engraçada, charmosa e um deleite absoluto".
A leitura do roteiro de "The Power of Three" ocorreu em Roath Lock, Cardiff, em 27 de abril de 2012. Foi o único filmado no terceiro bloco de produção da temporada. Por causa de seu posicionamento, foi o episódio final que Karen Gillan e Arthur Darvill gravaram como Amy e Rory. A última cena filmada juntos foi eles entrando na TARDIS com o Doutor depois de se despedirem de Brian; quando as portas se fecharam, Gillan, Darvill e Smith se abraçaram e começaram a chorar.  Algumas cenas externas na casa de Amy e Rory foram refilmadas em junho e julho de 2012, com Darvill retornando brevemente para a refilmagem de junho. O produtor Marcus Wilson afirmou que cem adereços dos cubos foram feitos, com "muitos mais" adicionados com imagens geradas por computador (CGI). A conversa de Amy e o Doutor do lado de fora da Torre de Londres não pôde ser filmada no local real devido aos Jogos Olímpicos, então foi filmada em estúdio em Cardiff e a ação foi combinada com outras filmagens para criar a ilusão. O episódio também apresenta participações especiais do físico Brian Cox e Alan Sugar, ambos fãs de longa data do programa. A participação especial de Sugar foi filmada no set de The Apprentice, com o diretor Douglas Mackinnon representando a pessoa que foi demitida.

## Transmissão e recepção
"The Power of Three" foi transmitido pela primeira vez no Reino Unido na BBC One e na BBC HD em 22 de setembro de 2012. Os números preliminares de audiência durante a noite mostraram que foi assistido por 5,49 milhões de espectadores ao vivo. A audiência final consolidada subiu para 7,67 milhões de pessoas, tornando-se o décimo terceiro programa mais assistido da semana na televisão britânica e o quinto mais assistido na BBC One. O episódio também recebeu 1,3 milhão de solicitações no BBC iPlayer, colocando-o em quarto lugar no mês, atrás dos três primeiros episódios da temporada. Recebeu um Índice de Apreciação do público de 87, considerado "excelente".

### Recepção critica
"The Power of Three" recebeu críticas geralmente positivas. Dan Martin do The Guardian declarou que "amou muito" o episódio, chamando-o de "uma corrida nostálgica por todas as melhores partes da era Russell T Davies". No entanto, ele observou que "também tinha as fraquezas de algumas das aventuras [de Davies] - o final foi tão subdesenvolvido que nem mesmo um botão mágico poderia explicá-lo - mas 'The Power of Three' foi, em todos os sentidos, completamente maravilhoso". Neela Debnath, escrevendo para o The Independent, elogiou a maneira como o episódio mostrou a vida do companheiros fora da TARDIS e celebrou Amy e Rory, bem como a introdução de Kate Stewart e sua conexão com o Brigadeiro.
O revisor da Radio Times Patrick Mulkern descreveu-o como "televisão lindamente feita" e acolheu Kate como uma "adição maravilhosa". No entanto, afirmou que não "comprou totalmente a solução do Doutor". Keith Phipps do The A.V. Club classificou o episódio com uma nota "B+". Apesar de notar que o enredo era "bastante padrão" e "frustrado com muita facilidade", ele escreveu que o conceito dos cubos e a "invasão lenta" foi "algo habilmente executado". Matt Risley da IGN classificou "The Power of Three" com uma nota 8 de 10, escrevendo que os três primeiros quartos foram "simplesmente brilhantes" por causa da emoção e do humor. No entanto, ele criticou a "resolução apressada" e a falta de explicação para os alienígenas no hospital. O crítico da Digital Spy Morgan Jeffery deu ao episódio quatro de cinco estrelas, descrevendo-o como "emocionante, divertido e envolvente", apesar da resolução decepcionante.
Russell Lewin da SFX Magazine deu ao episódio três e meia de cinco estrelas, nomeando-o como o melhor episódio de Doctor Who escrito por Chibnall. Embora ele tenha notado que "o final sempre seria uma decepção em potencial... e é", havia "muito o que aproveitar de antemão", como a UNIT e o humor. O revisor do The Daily Telegraph Gavin Fuller deu uma pontuação de duas e meia de cinco estrelas, acreditando que estava "ganhando tempo" como uma introdução ao final no episódio seguinte. Ele descreveu os primeiros vinte minutos como muito densos e "muita exposição, sem mais" e criticou a ação inexplicável no hospital de Rory. No entanto, ele gostou da conversa de Amy e do Doutor e do "elemento de contagem regressiva e do mistério dos cubos", mas achou a explicação pouco original e a conclusão muito fácil.